# Дженкс (Оклахома)
Дженкс (англ. Jenks) — місто (англ. city) в США, в окрузі Талса штату Оклахома. Населення — 25 949 осіб (2020).

## Географія
Дженкс розташований за координатами 35°59′54″ пн. ш. 95°58′24″ зх. д. / 35.99833° пн. ш. 95.97333° зх. д. (35.998219, -95.973404).  За даними Бюро перепису населення США в 2010 році місто мало площу 46,87 км², з яких 44,36 км² — суходіл та 2,51 км² — водойми.

## Демографія
Згідно з переписом 2010 року, у місті мешкали 16 924 особи в 5954 домогосподарствах у складі 4753 родин. Густота населення становила 361 особа/км².  Було 6395 помешкань (136/км²).
Расовий склад населення:
| - 82,8 % — білих - 5,5 % — корінних американців - 2,8 % — чорних або афроамериканців - 2,3 % — азіатів - 1,8 % — осіб інших рас |

До двох чи більше рас належало 4,8 %. Частка іспаномовних становила 4,8 % від усіх жителів.
За віковим діапазоном населення розподілялося таким чином: 30,0 % — особи молодші 18 років, 60,0 % — особи у віці 18—64 років, 10,0 % — особи у віці 65 років та старші. Медіана віку мешканця становила 34,7 року. На 100 осіб жіночої статі у місті припадало 94,9 чоловіків;  на 100 жінок у віці від 18 років та старших — 92,0 чоловіків також старших 18 років.
Середній дохід на одне домашнє господарство  становив 97 098 доларів США (медіана — 86 747), а середній дохід на одну сім'ю — 106 084 долари (медіана — 93 855). Медіана доходів становила 65 802 долари для чоловіків та 46 480 доларів для жінок. За межею бідності перебувало 3,6 % осіб, у тому числі 4,3 % дітей у віці до 18 років та 1,7 % осіб у віці 65 років та старших.
Цивільне працевлаштоване населення становило 9804 особи. Основні галузі зайнятості: освіта, охорона здоров'я та соціальна допомога — 26,8 %, науковці, спеціалісти, менеджери — 12,3 %, роздрібна торгівля — 9,2 %, фінанси, страхування та нерухомість — 8,5 %.